# Batata doce de Aljezur
A Batata doce de Aljezur IGP é um produto de origem portuguesa com Indicação Geográfica Protegida pela União Europeia (UE) desde 18 de agosto de 2009.
No município de Aljezur, realiza-se o Festival da Batata-Doce de Aljezur, que celebra a gastronomia e a cultura da região desde 1998. Em 2023, teve lugar a 25ª edição do festival.

## Agrupamento gestor
O agrupamento gestor da indicação geográfica protegida "Batata doce de Aljezur" é a Associação dos Produtores de Batata doce de Aljezur.